# Phares de Fish Quay Old
Les phares de Fish Quay Old, (connus en anglais sous les noms de Fish Quay Old Low Light et Fish Quay Old High Light), sont deux anciens phares de port situés à North Shields Fish Quay, au nord de l'entrée de la rivière Tyne à North Shields dans le comté du Tyne and Wear en Angleterre. Érigés au XVIe siècle par la Guilde de la Sainte Trinité de Newcastle-upon-Tyne ils servaient pour l'alignement de la navigation dans l'embouchure pour éviter les dangereux écueils de Shields Bar et Black Middens (en).
Ils sont maintenant protégés en tant que monument classé du Royaume-Uni de Grade II.

## Histoire
En 1536, une charte royale de Henri VIII donna la permission à la Guilde de la Sainte Trinité (aujourd'hui connue sous le nom de Trinity House de Newcastle) de construire deux tours sur la rive nord du Tyne pour servir de feu directionnel à l'embouchure de la rivière. L'octroi de la charte a coïncidé avec la politique du roi pour la dissolution des monastères d'Angleterre et, en 1539 il a donné l'église du monastère de Blackfriars à la Guilde, qui a utilisé ses pierres pour construire les deux tours.
Les travaux ont commencé l'année suivante. Les tours ont été construites de chaque côté de la rivière de Pow, qui coule dans le Tyne au point le plus étroit de l'embouchure de la rivière. Un gardien était payé 20 shillings par an pour garder une bougie de suif allumée dans chaque tour et chaque nuit pendant un certain nombre d'heures de marée haute. Pour financer la fourniture et l'entretien de ces feux, la Guilde était habilitée à percevoir des taxes sur chaque navire entrant dans le port (initialement 2 penny par navire anglais et 4 par navire étranger).
En 1608 une autre ordonnance a été émise par James I exigeant la Trinity House de Newcastle de maintenir les deux phares à North Shields. Les tours, avec leurs créneaux, ont été rehaussées à cette époque. La position changeante des bancs de sable dans l' embouchure du fleuve signifiait que les lumières devaient aussi changer de position de temps en temps. Pour tenter d'y remédier, les phares ont été remplacés en 1658 par des structures en bois mobiles. Ces dernières se sont avérées non fiables et, dans les années 1680 la Trinity House de Newcastle chercha des fonds pour réparer les tours de pierre.
En 1672, la Low Light (lumière haute) se trouva déplacée au Clifford's Fort (en), construit cette année là pour aider à la défense côtière de la rivière Tyne. Une poterne dans le mur du fort donnait accès au phare. Cependant, dans les années qui suivirent, un certain nombre de différends se sont levés entre Trinity House et le Gouverneur du Fort. En 1726, quand la nouvelle maison de gouverneur a été construite sur le site, celle-ci a gêné la lumière. Il semble probable que c'est ce qui a incité à la reconstruction des deux phares de Fish Quay New en 1727.

### Low Light et High Light
Initialement, les lumières haute et basse de 1727 étaient chacune alimentées par trois bougies de suif. Des réflecteurs de cuivre ont été ajoutés en 1736, et en 1773 les bougies ont été remplacées par des lampes à huile. Low Light a été réparé et remodelé en 1733, puis en 1775 quand le deuxième étage a été ajouté. En 1805 les lumières n'étant plus alignées avec le chenal de la rivière, la solution d'une nouvelle construction de phares fut envisagée pour une mise en service en 1808.

### Déclassement et conséquences
Lorsque les nouvelles lumières hautes et basses ont été effectives les anciennes lumières ont été mises hors service en 1810. La façade blanche de Old Low Light a été peinte en noir pour éviter qu'elle soit confondue avec la nouvelle lumière, vue de la rivière. Plus tard, les deux vieux phares furent transformés par Trinity House en hospices. Old High Light, avec l'addition d'un toit incliné, a ouvert comme logement social Trinity Almshouse en 1830.
Plus tardivement, Old Low Light est devenue une demeure privée, et elle l'est encore aujourd'hui. Il s'agit d'un bâtiment classé de catégorie II. Old High Light est également de catégorie II. Une partie du Fort de Clifford est devenu un site archéologique. Il a servi d'entrepôt à poissons pendant le XXe siècle. Sauvé de l'abandon en 1988, il est devenu un centre de formation pour la Deep Sea Fisheries Association et a été occupé par le Maritime Volunteer Service (en). Au début du XXIe siècle, le bâtiment était en mauvais état, mais il a été entièrement rénové en 2011. Old Low Light a ensuite été ouvert au public en 2014 en tant que musée et ressource communautaire. Il contient un café au rez-de-chaussée, une exposition permanente au premier étage (histoire des phares, Fort de Clifford et Quai du poisson) et un espace événementiel au-dessus.

### Lien connexe
- Liste des phares en Angleterre